# Boris Johnson
Alexander Boris de Pfeffel Johnson (n. 19 iunie 1964, New York City, New York, SUA) este un politician și jurnalist britanic, membru al Partidului Conservator. Începând cu luna mai 2015 este membru al Parlamentului pentru circumscripția Uxbridge și South Ruislip. Din 2008 până în 2016 a fost primarul Londrei. A fost unul dintre liderii campaniei favorabile ieșirii Marii Britanii din Uniunea Europeană. Din 24 iulie 2019 până în 6 septembrie 2022 prim-ministrul Regatului Unit.
Ideologic, acesta este considerat adept al conservatorismului național.

## Biografie

### Tinerețea și educația
S-a născut pe 19 iunie 1964 în New York într-o familie de clasa de mijloc superioară, obținând dubla cetățenie britanică și americană. Străbunicul său paternal, Ali Kemal, era un jurnalist turc, care pentru scurt timp a fost ministrul afacerilor interne al marelui vizir Damat Ferid Pașa.
În copilărie familia sa s-a mutat de mai multe ori, odată cu schimbarea locului de muncă al tatălui său, Stanley Johnson, în diferite localități din Statele Unite și din Regatul Unit. În aprilie 1973 s-a stabilit în Uccle, Belgia după ce tatăl a obținut un loc de muncă la Comisia Europeană. Acolo el a învățat să vorbească franceza și a frecventat Școala Europeană, unde a întâlnit-o pe viitoarea sa soție, Marina Wheeler. În 1975 mama sa a fost spitalizată din cauza depresiei. El și frații săi au fost trimiși într-un internat în East Sussex. Doi ani mai târziu el a obținut o bursă la școala de elită Eton College, unde l-a întâlnit pe viitorul prim-ministru David Cameron.
În anul 1983 a fost admis cu o bursă la Balliol College, Universitatea Oxford, unde a studiat literatura clasică și a fost ales membru al clubului de elită Bullingdon. Acolo a întâlnit-o pe aristocrata Allegra Mostyn-Owen, cu care s-a însurat în 1987, la vârsta de 23 de ani.

### Cariera jurnalistică
După studii, a găsit un loc de muncă la societatea de consultanță L.E.K. Consulting, dar a demisionat din plictiseală după numai o săptămână, și a devenit jurnalist stagiar la jurnalul The Times. Totuși, a fost concediat după ce a falsificat un citat. Cu toate acestea, a fost angajat de jurnalul The Daily Telegraph ca corespondent la Bruxelles, devenind notoriu pentru atacurile împotriva instituțiilor europene. 
În anul 1993 a divorțat de Allegra Mostyn-Owen și s-a recăsătorit cu o prietenă din copilărie, Marina Wheeler. S-au mutat în Islington, Londra, unde a devenit editorialist politic. A fost candidat pentru Partidul Conservator la alegerile generale parlamentare din 1997 în circumscripția Clwyd South, bastion al Partidului Laburist, și a eșuat în mod previzibil.  Apoi a fost implicat într-un scandal după ce au apărut înregistrări audio în care un prieten de la Oxford, Darius Guppy, condamnat pentru fraudă, i-a cerut adresa unui jurnalist pentru ca acesta să fie bătut. În paralel, a devenit editorialist pentru publicația The Spectator. În aprilie a început să apară în emisiunea Have I Got News for You, dobândind notorietate în rândul publicului larg.

### Cariera politică

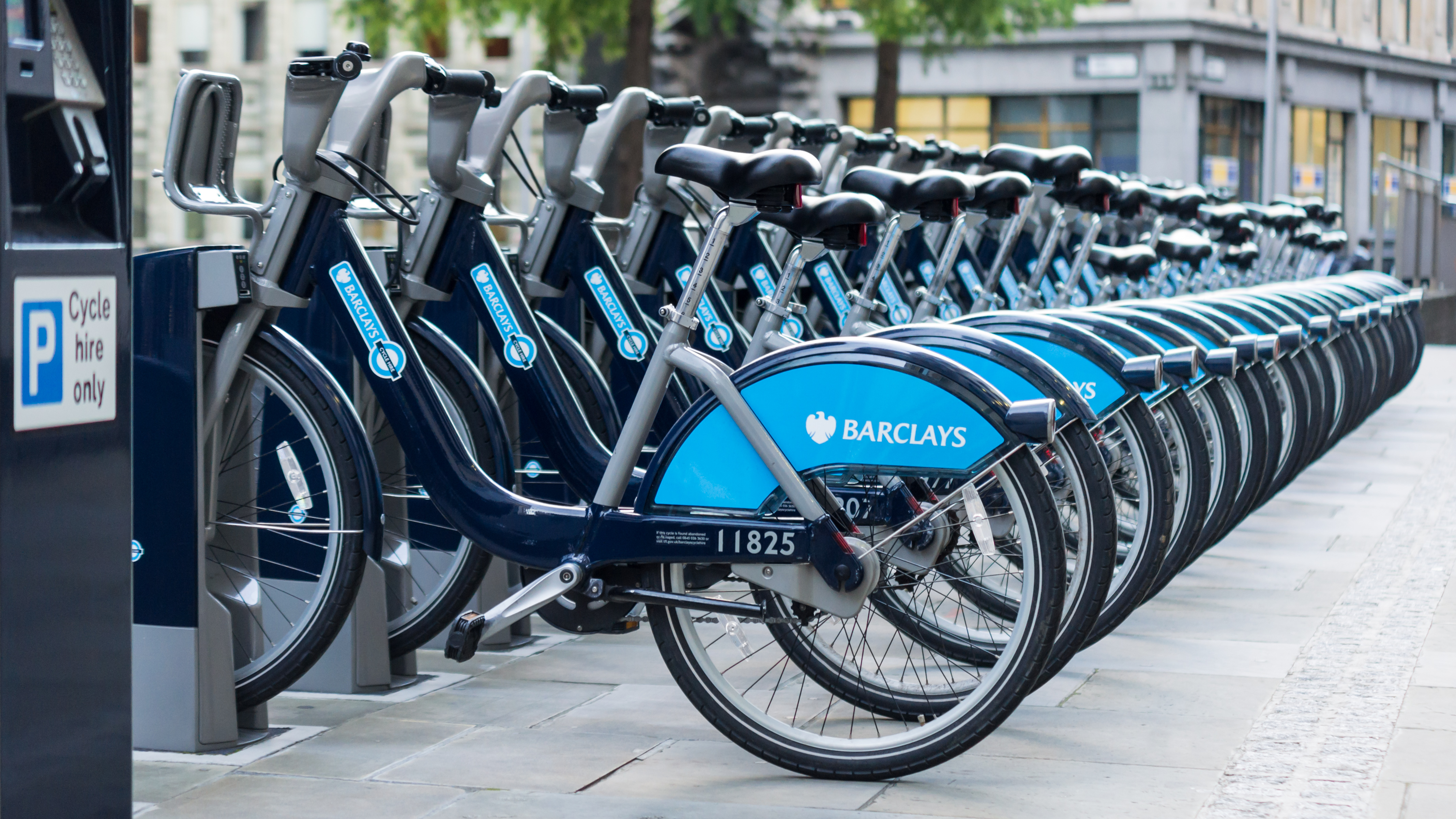
Sistemul de închiriat biciclete „Boris bikes”

În 1999 a devenit redactorul șef al magazinului The Spectator, după ce i-a promis proprietarului Conrad Black că renunță la activitatea politică. Totuși, și-a încălcat promisiunea în 2001, câștigând fostei circumscripții a lui Michael Heseltine, Henley-on-Thames. În mai 2004 a fost numit ministerul artelor în guvernul fantomă de liderul conservator Michael Howard. Totuși, a fost obiectul unui scandal în același an după ce The Spectator a publicat un editorial nesemnat acuzând orașul Liverpool de „a se complăcea în statutul de victimă” cu privire executarea lui Kenneth Bingley și tragedia de pe Hillsborough. A fost forțat de Michael Howard să meargă în Liverpool să-și ceară scuze. Câteva luni mai târziu, și-a pierdut funcția de ministru-fantomă după ce a mințit despre o aventură cu jurnalista Petronella Wyatt. A fost ales din nou în 2005, fiind numit ministrul-fantomă pentru învățământ superior de noul lider conservator, David Cameron. S-a îndepărtat din poziția de redactor șef al săptămânalului The Spectator curând după aceea. 
În mai 2008 a întrat în cursa electorală pentru primaria Londrei împotriva primarului în exercițiu Ken Livingstone. A obținut 53.2% din voturi, față de 46.8% pentru acesta din urmă. Apoi, a renunțat la mandatul său de deputat din Henley, dar și-a păstrat rubrica în Telegraph, pentru care este plătit cu £250.000 pe an. Decizia s-a dovedit a fi controversată, cu atât mai mult cu cât el a calificat această sumă drept „o bagatelă”. În cursul mandatului său a interzis consumul de alcool în transportul public. A introdus un sistem de închiriat biciclete poreclit „Boris bikes”. A comandat și dezvoltarea unor noi autobuze de transport local, New Routemaster, pentru centrul Londrei. A fost reales în 2012, din nou împotrivă lui Ken Livingstone, câștigând cu 51.53% din voturi.
La alegerile generale din 2015 a câștigat circumscripția Uxbridge și South Ruislip, un fief conservator. După ce prim-ministrul David Cameron a convocat un referendum privind apartenența Regatului Unit la Uniunea Europeană, s-a pronunțat pentru ieșirea din UE, devenind purtătorul de cuvânt al taberei „Leave”. După ce 51,9% din britanicii au votat pentru „Brexit”, el a fost considerat mare favorit pentru poziția de prim-ministru. Totuși, a fost devansat de fostul său coleg Michael Gove, care a creat surpriză, anunțându-și candidatura. Prim urmare el a anunțat ca nu va candida.

### Cărți publicate
- Factorul Churchill
- Unleashed
- Visul Romei
- Viața Londrei
- 72 de fecioare
- Beneficiile economice ale Brexit-ului
- Shakespeare: Ghicitorile unui geniu[44]

## Legături externe
- Materiale media legate de Boris Johnson la Wikimedia Commons
- en  Boris Johnson MP, Parlamentul Regatului Unit
- en  www.gov.uk, « FCO ».